# Klimowo (Brjansk)
Klimowo (russisch Кли́мово) ist eine Siedlung städtischen Typs in der Oblast Brjansk (Russland) mit 13.892 Einwohnern (Stand 14. Oktober 2010).

## Geographie
Die Siedlung liegt etwa 175 km Luftlinie südwestlich des Oblastverwaltungszentrums Brjansk an der Irpa, einem kleinen rechten Nebenfluss des Snow, gut 10 km von der Grenze zur Ukraine entfernt.
Klimowo ist Verwaltungszentrum des Rajons Klimowski. Die Siedlung bildet als deren einzige Ortschaft eine Stadtgemeinde (gorodskoje posselenije).
Nordwestlich von Klimowo liegt Nowosybkow.

## Geschichte
Der Ort wurde 1708 vom Altorthodoxen Klim Jermolajewitsch gegründet und war in Folge Zentrum eines Gebietes mit vorwiegend altorthodoxer Bevölkerung.
1923 wurde Klimowo Verwaltungssitz einer Wolost, 1929 eines neugeschaffenen Rajons. Seit 1938 besitzt der Ort den Status einer Siedlung städtischen Typs.
Im Zweiten Weltkrieg wurde die Siedlung im August 1941 von der deutschen Wehrmacht besetzt und am 24. September 1943 von der Roten Armee zurückerobert.

### Bevölkerungsentwicklung
| Jahr | Einwohner |
| ---- | --------- |
| 1939 | 5.678     |
| 1959 | 7.024     |
| 1970 | 9.708     |
| 1979 | 11.492    |
| 1989 | 14.637    |
| 2002 | 14.776    |
| 2010 | 13.892    |

Anmerkung: Volkszählungsdaten

## Sehenswürdigkeiten
In Klimowo steht die altorthodoxe Demetrios-Kirche (церковь Димитрия Солунского, zerkow Dmitrija Solunskowo) aus dem 19. Jahrhundert. Im Ort befindet sich das Rajonheimatmuseum, das wegen der Nähe zur Ukraine und Belarus Museum der Völkerfreundschaft (Musei Druschby Narodow) heißt.
Im Ortsteil Pokrowskoje etwa 5 km nordwestlich des Zentrums befindet sich der Komplex des 1765 gegründeten, zunächst altorthodoxen, ab 1847 eingläubigen Klimowoer Mariä-Schutz-und-Fürbitte-Klosters (Klimowski Pokrowski monastyr), das seit Ende der 1980er-Jahre wieder aufgebaut wird.

## Wirtschaft und Infrastruktur
In der Siedlung gibt es Betriebe der Lebensmittel- und Leichtindustrie.
Klimowo ist Endpunkt einer Eisenbahnstrecke von Nowosybkow (Stationsname Klimow; Streckenkilometer 25). Die 1902 eröffnete Strecke führte ursprünglich weiter nach Nowhorod-Siwerskyj, heute Ukraine, wurde aber in den 1990er-Jahren ab Klimowo stillgelegt. Von Klimowo besteht tägliche durchgehende Zugverbindung über Brjansk nach Moskau (Stand 2012). Die wichtigste Straßenverbindung verläuft entlang der Bahnstrecke ebenfalls in Richtung Nowosybkow, wo Anschluss an die Fernstraße M13 besteht, die von Brjansk zur belarussischen Grenze führt (dort weiter als M10 über Homel durch den Südteil des Landes nach Brest). Die Straße von Nowosybkow über Klimow ist Teil einer Alternativroute zwischen Brjansk und der ukrainischen Hauptstadt Kiew (über Tschernihiw).

## Persönlichkeiten
- Juri Skobow (1949–2024), Skilangläufer